# Austrosciapus dayi
Austrosciapus dayi är en tvåvingeart som beskrevs av Daniel J. Bickel 1994. Austrosciapus dayi ingår i släktet Austrosciapus och familjen styltflugor. Inga underarter finns listade i Catalogue of Life.